# Cristina Iovu
Cristina Iovu (Kišinjev, Moldova, 8. studenog 1992.) je dizačica utega moldovskog podrijetla. Osim svoje domovine, nastupala je i za Azerbajdžan te Rumunjsku. Na Olimpijadi u Londonu 2012. je osvojila broncu u težinskoj kategoriji do 53 kg,međutim, medalja joj je oduzeta kao nizu sportaša (uključujući ukupno šest dizača utega). Iste godine je postala i europska prvakinja u istoj težinskoj kategoriji.
Od 2013. godine Cristina nastupa za Azerbajdžan. Tada je na Svjetskom prvenstvu u dizanju utega koje je održano u poljskom Wroclawu, diskvalificirana zbog oksandrolona koji joj je pronađen u krvi. Zbog toga ju je Međunarodni savez za dizanje utega (IWF) suspendirao na dvije godine dok je Azerbajdžan bio prisiljen platiti kaznu od pola milijuna američkih dolara. Također, 2016. godine je obavljeno ponovo testiranje uzoraka s Olimpijade u Londonu na temelju kojeg ju je Međunarodni olimpijski komitet diskvalificirao ukupno 11 sportaša, uključujući i Cristinu Iovu. Dvije godine nakon toga, suspendirana je od strane IWF-a do 2026. zbog ponovo utvrđenih nedozvoljenih supstanci u krvi.

## Vanjske poveznice
- Uspjesi Cristine Iovu  Arhivirana inačica izvorne stranice od 15. kolovoza 2012. (Wayback Machine)